# Festival du Film et Forum International sur le Droits Humains
Il Festival del Film e Forum Internazionale sui Diritti Umani (Festival du film et forum international sur les droits humains, FIFDH) è un festival cinematografico internazionale dedicato ai diritti umani, che si svolge ogni anno a Ginevra nel mese di marzo, in concomitanza con la riunione annuale del Consiglio per i diritti umani delle Nazioni Unite. La simultaneità dei due eventi mira a rendere il Festival una libera piattaforma di dialogo e discussione su un'ampia gamma di questioni attinenti al tema dei diritti umani nel mondo.

## Storia
Il Festival è stato fondato nel novembre 2002 dal regista Léo Kaneman e co-fondato da Yäel Reinharz Hazan, Pierre Hazan e Isabelle Gattiker. La prima edizione si è tenuta nel marzo dell'anno successivo. Il FIFDH viene sostenuto e promosso da varie ONG, testate internazionali (tra cui Euronews e la RTS), personalità legate al mondo del cinema (il regista Rithy Panh, gli attori Gael García Bernal e William Hurt, la produttrice Abigail Disney), della musica (il soprano Barbara Hendricks) e della politica (l'ex-presidente elvetica Ruth Dreifuss, il diplomatico Sérgio Vieira de Mello), oltre all'Università di Ginevra. Tutti i partner partecipano attivamente per alimentare attorno ai film della selezione ufficiale dei dibattiti di alto profilo con ospiti premi Nobel, commissari ONU, cooperanti internazionali, nonché importanti personalità della politica e della diplomazia.
Tra i presenti alle passate edizioni si annoverano, tra gli altri: i premi Nobel Shirin Ebadi, Joseph Stiglitz, Tawakkol Karman e Denis Mukwege; gli Alti Commissari Navi Pillay e Zeid Ra’ad al Hussein; Edward Snowden e Julian Assange (entrambi via Skype); l'ex-presidente del Brasile Dilma Rousseff e il leader indipendentista Carles Puigdemont; la scrittrice nigeriana Chimamanda Ngozi Adichie, nonché le attiviste di Pussy Riot, gli artisti JR, Nancy Huston, Guy Delisle e Ai Weiwei; ma anche Anna Politkovskaïa, Edgar Morin, Antonio Tabucchi e Stéphane Hessel, al fianco di numerose vittime e cooperanti di ONG. Il programma del Forum viene stilato per diffondere la più ampia conoscenza sulle violazioni dei diritti sociali, politici, economici e culturali nel mondo e dunque promuovere l'impegno per il rispetto dei valori universali dell'essere umano.

## Sezioni e premi
La selezione ufficiale si compone di quattro categorie: la sezione "Fiction" con lungometraggi internazionali sul tema dei diritti umani senza limiti di genere e nazionalità, la sezione "Documentari di Creazione" con lungometraggi documentari che sappiano stimolare anche una riflessione sul linguaggio cinematografico, la sezione "Grandi reportage" con documentari che si distinguono per l'accurato lavoro di investigazione giornalistica, e infine la sezione "Film tematici" composta da film e video reportage, scelti per accompagnare i dibattiti legati agli eventi del Forum. Due giurie internazionali assegnano il Gran Premio di Ginevra per il miglior documentario di creazione, il Gran Premio Fiction per il miglior lungometraggio di finzione e il Gran Premio per la pace e la riconciliazione "Gilda Vieira de Mello". Vengono, inoltre, assegnati il Gran Premio dell'Organizzazione Mondiale contro la Tortura e i due Premi speciali della giuria dei giovani al miglior documentario e al miglior lungometraggio di finzione.